# Hans Neusidler
Hans Neusidler (ou Neusiedler, Newsidler ou même Neysidler), né en 1508 ou 1509 à Presbourg et mort le 2 février 1563 à Nuremberg, est un compositeur et joueur de luth allemand d'origine hongroise de la Renaissance. Ses fils Melchior Neusidler (1531-1590) et Konrad Neusidler (1541-1604) sont également des joueurs de luth et compositeurs.

## Parcours
Le compositeur déménagea en 1530 à Nuremberg, où ses ouvrages furent d'abord publiés.
Ils avaient un grand succès, c'est pourquoi des éditeurs de Venise, Francfort et Strasbourg reproduisaient son Lautentabulaturen.
Ses fils Melchior Neusidler (1531-1590) et Konrad Neusidler (1541-1604) étaient également des joueurs de luth et compositeurs.

## Œuvres
Ses publications les plus considérables furent :
- 1536 - Ein Newgeordnet Künstlich Lautenbuch ;
- 1540 - Ein Newes Lautenbüchelein ;
- 1544 - Das Dritt Buchle (le troisième livre) ;
- 1549 - Das Ander Buch fur die erfahrnen (l'autre livre pour les expérimentés).